# Herman C. Raymaker
Herman C. Raymaker (Oakland, 22 gennaio 1893 – Oceanside, 6 marzo 1944) è stato un regista, sceneggiatore e assistente alla regia statunitense.
Fu regista, negli anni venti, di diversi film del primo Rin Tin Tin.

## Filmografia

### Regista
- The Telephone Belle – cortometraggio (1917)
- Innocent Sinners – cortometraggio (1917)
- A Dog's Own Tale – cortometraggio (1917)
- The Camera Cure – cortometraggio (1917)
- His Marriage Failure – cortometraggio (1917)
- Dad's Downfall – cortometraggio (1917)
- Sting 'Em Sweet – cortometraggio (1923)
- Hello, Pardner! – cortometraggio (1923)
- Sunny Gym – cortometraggio (1923)
- Why Dogs Leave Home – cortometraggio (1923)
- Faster Foster – cortometraggio
- Peste sulla neve  (Tracked in the Snow Country) (1925)
- The Love Hour (1925)
- In faccia alla morte (Below the Line) (1925)
- His Jazz Bride (1926)
- Rin Tin Tin e il condor (The Night Cry) (1926)
- Tre gocce di sangue sulla neve (A Hero of the Big Snows) (1926)
- Millionaires (1926)
- The Gay Old Bird (1927)
- Simple Sis (1927)
- Flying Luck (1927)
- Under the Tonto Rim (1928)
- Trailing the Killer (1932)
- Adventure Girl (1934)

### Sceneggiatore
- Peste sulla neve  (Tracked in the Snow Country), regia di Herman C. Raymaker (1925)